# پادشاه ژندینگ ژو
پادشاه ژندینگ از ژو (به چینی: 周貞定王) با نام شخصی جی جیه (به چینی: 泄介)؛ بیست‌وهشتمین پادشاه دودمان ژو و شانزدهمین پادشاه ژو خاوری بود. او جانشین پدرش پادشاه یوآن ژو شد و از ۴۶۸ تا ۴۴۴۱ پ. م سلطنت کرد. پس از او پسرش پادشاه آی ژو به سلطنت رسید.

## خانواده
پسران
- شاهزاده چوجی (王子去疾؛ مرگ ۴۴۱ پ. م)؛ پادشاه آی ژو
- شاهزاده شوژی (王子叔襲؛ مرگ ۴۴۱ پ. م)؛ پادشاه سی ژو
- شاهزاده وی (王子嵬؛ مرگ ۴۲۶ پ. م)؛ پادشاه کائو ژو
- شاهزاده جیه (王子揭؛ مرگ ۴۱۵ پ. م)؛ حاکم هوآن ژو باختری